# モヤイ像
モヤイ像（モヤイぞう）は伊豆諸島新島村の名物の石像。イースター島のモアイをモデルにしたもの。

## 概要
新島には「抗火石（コーガ石）」という珍しい石が産出する。これは新島とイタリアのリーパリ島のみで採掘されると言われ、新島での埋蔵量は約10億トンと推定されている。軽く、また彫刻刀等で容易に加工できるという性質を持つ。この石を材料として作られたオブジェが「モヤイ像」である。地元の観光協会理事（当時）でアーティスト（こけし彫り職人）の大後友市が考案したもので、新島の「モヤイの丘」など島の各地には多数のモヤイ像が存在する。デザインも、イースター島のモアイ像を真似た形だけではなく、さまざまな形状のものがある。
「モヤイ」はモアイを真似た名前であるが、同時に、日本語の動詞「舫う」（船を綱で繋ぎ留める）や、「催合う、最合う」（力を合わせる、助け合う、共同作業をする、共同で使用する）の意もあり、後者は日本の多くの地方では今では使われなくなった言葉だが、新島では使われているという。
新島は昭和50年代には、盛んに日本各地にモヤイ像を制作して寄贈した。

## 渋谷駅のモヤイ像
JR渋谷駅西口（南西側）には待ち合わせの目印としてモヤイ像があったが、渋谷駅周辺の再開発事業のため2024年11月に渋谷フクラス西側にある広場の一角に移設され、2025年1月22日に再公開された。以前の場所から見ると、西口ロータリーを挟み直線距離で約200メートル離れた地点。
これは、1980年（昭和55年）に、新島の東京都移管100年を記念して、新島から渋谷区へ寄贈されたものである。除幕式が行われたのは同年9月25日で、前述の「モヤイ」という言葉を説明した同日付の碑文が、茂った草に隠れつつ像の傍らに置かれている。イースター島のモアイ像に似ているが、胴体部分はなくウェーブのかかった頭髪を加えたようなデザインとなっている。バス停側とコインロッカー側で、2種類の顔を持つのも特徴となっている。作者の孫である植松創によると、髪の長い顔はサーファーの「あんき（にいちゃん）」を表し、髭のある顔は「いんじい（おじいさん）」でかつて流刑地であった新島の流人をモチーフにしたという。

バス停側
コインロッカー側

忠犬ハチ公像とは駅を挟んだ反対側にあり、待ち合わせスポットのひとつとなっている。休日の夕方などには混雑するが、通行人の多い交差点に近接するハチ公像前よりは幾分空いている場合が多い。
2009年、アニメのキャラクター「ルパン三世」に盗んでほしい物を募集するサイトが企画したプロジェクトにおいて多数投票があり、同年12月1日、モヤイ像を盗むと“犯行予告”が行われ、7日未明、予告どおりにモヤイ像は“盗み出され”、モヤイ像のあった場所にはルパンのサインが残された。モヤイ像は新島に輸送され洗浄を行なった後、12月21日未明に同所に戻された。この企画は、新島観光協会や渋谷警察署などの協力で実現した。
2018年には作者の孫がモヤイ像の汚れをTwitterで嘆いたところ、テレビ局の目に留まり、モヤイ像洗浄が番組として放送された。

## 蒲田駅のモヤイ像

広場側（左）、道路側（右）

東京都大田区の蒲田駅東口駅前広場に存在する。※2024年2月に一時撤去、駅前整備後の同広場に再設置される。
1984年に新島村から東口商店街に（両面にそれぞれ男女の顔が彫られた）二体が寄贈されたが、1989年の駅前整備の際に別のモニュメント設置のために一体が撤去された。その一体は長らく倉庫に保管されていたが、1998年、所ジョージが司会を務めるテレビ番組『所的蛇足講座』で取り上げられ、番組を通じて日本各地に貰い手を募集。3000通もの応募があり、抽選の結果、青森県深浦町へ贈られることとなり、モヤイ像は現地に運ばれた。町内の観光施設「ウェスパ椿山」に設置され観光の目玉となっていたが、2020年10月31日に施設は閉鎖した。

## その他のモヤイ像
東京都竹芝桟橋の「ニューピア竹芝」等に存在する。茨城県石岡市の柏原池公園、静岡県下田市の道の駅開国下田みなとにもそれぞれ存在している。

## 絵文字のモヤイ像
| 記号 | Unicode | JIS X 0213 | 文字参照            | 名称  |
| ---- | ------- | ---------- | ------------------- | ----- |
| 🗿   | U+1F5FF | -          | &#x1F5FF; &#128511; | Moyai |

携帯電話の絵文字には「MOYAI（モヤイ像）」の絵文字が存在する。
この絵文字は2003年に登場したKDDI絵文字の「タイプD」バージョンで初めて実装されたもので、絵文字の名称は「モヤイ像」とされた。2010年に携帯電話の絵文字がUnicodeによって国際規格化された際にこの「モヤイ像」も収録され、その際「MOYAI」という英語の正式名称が付けられた。Unicodeの資料に参考として表示されている図柄は渋谷駅のモヤイ像を模したデザインになっている上、「Japanese stone statue like Moai on Easter Island（イースター島のモアイに似た日本の石像）」という注釈が付けられており、モアイ像ではなくモヤイ像の絵文字であることが強調されている。
しかし、実際にフォントとして各社の端末に実装される絵文字は日本のモヤイ像ではなく、イースター島のモアイ像を模したデザインになっていることが大半であり、実質的にはモアイ像の絵文字として通用している。KDDI絵文字タイプDの「モヤイ像」も図柄自体はイースター島のモアイ像であり、日本のその他の携帯電話キャリアも同様である。Appleも当初からイースター島のモアイ像のデザインを採用している。マイクロソフト、Googleなどは初期に渋谷駅のモヤイ像を模したデザインを採用していたが、いずれも2010年代後半ごろに登場したバージョンからはイースター島のモアイ像に近いデザインに統一されている。